# Лукьянов, Александр Дмитриевич
Александр Дмитриевич Лукьянов (1875 — не ранее 1925) — полковник 5-го пехотного Калужского полка, герой Первой мировой войны, участник Белого движения. 

## Биография
Из крестьян. Уроженец Казанской губернии. Образование получил в Царевококшайском городском училище, по окончании которого поступил на военную службу.
Окончил Казанское пехотное юнкерское училище по 2-му разряду, откуда выпущен был подпрапорщиком в 5-й пехотный Калужский полк. Произведен в подпоручики 21 марта 1899 года, в поручики — 1 мая 1903 года, в штабс-капитаны — 1 октября 1907 года, в капитаны — 16 декабря 1913 года.
В Первую мировую войну вступил в должности командира роты. Удостоен ордена Св. Георгия 4-й степени
За то, что в боях 16 и 17 августа 1914 года в Восточной Пруссии, командуя 15-й ротой, при которой находилось полковое знамя, видя, что полк, понеся большие потери от противника, сильно наседавшего, как с фланга, так и с тыла, начал отходить, по собственной инициативе развернул роту, выслал цепь и поровнявшись с нашей батареей, стоявшей на позиции, по просьбе командира батареи, чтобы помочь ей, открыл по противнику огонь, чем привлек на себя артиллерийский огонь противника. Наша батарея вскоре затем замолчала за выбытием командного состава. Видя грозившую ему опасность со всех сторон, он решает сперва закопать знамя, но потом, убедившись в возможности прорваться сквозь окружавшего его противника, он приказал сорвать знамя с древка, обмотать им тело одного из нижних чинов, а ленты спрятать в вещевой мешок другого нижнего чина. Своими умелыми, решительными действиями и распоряжениями он спас знамя, которое и представил командиру полка, приведя и остаток своей роты в числе 36 человек.
Произведен в подполковники 13 ноября 1915 года «за отличия в делах против неприятеля», в полковники — 18 июля 1916 года.
С 31 марта 1917 года назначен командиром 5-го пехотного Калужского полка.
В Гражданскую войну участвовал в Белом движении на Юге России: во ВСЮР — в 1-м сводном полку 52-й пехотной дивизии, затем в Русской армии до эвакуации Крыма. Галлиполиец.
Осенью 1925 года — в составе 1-й Галлиполийской роты в Болгарии. Дальнейшая судьба неизвестна.

## Награды
- Орден Святого Станислава 3-й ст. (ВП 18.03.1911)
- Орден Святой Анны 3-й ст. (ВП 11.05.1914)
- Орден Святого Владимира 4-й ст. с мечами и бантом (ВП 2.06.1916)
- Орден Святого Станислава 2-й ст. (ВП 3.06.1916)
- Орден Святой Анны 4-й ст. с надписью «за храбрость» (ВП 8.07.1916)
- Орден Святого Георгия 4-й ст. (ВП 29.08.1916)
- мечи к ордену Св. Станислава 2-й ст. (ВП 13.10.1916)
- Орден Святой Анны 2-й ст. с мечами (ВП 3.11.1916)
- мечи и бант к ордену Св. Анны 3-й ст. (ПАФ 23.05.1917)